# Zdeňkov
Obec Zdeňkov (německy Zdenkau) se nachází v okrese Jihlava v kraji Vysočina. Žije zde 61 obyvatel.
Sousedními obcemi sídla jsou Jindřichovice, Bohuslavice, Rozseč, Nová Říše a Krasonice. Součástí obce je též osada Otvrň.

## Název
Název se vyvíjel od varianty Zdenkow (1672), Zdenkau (1718), Stenkau (1720), Zdenkau (1751), Zdenkau a Zdenkow (1846), Zdenkau a Zdenkov (1872), Zdinkov (1881) až k podobě Zdeňkov v roce 1924. Místní jméno je odvozeno od zakladatele vsi Zdeňka Matyáše z Matyášovic.

## Historie
První písemná zmínka o obci pochází z roku 1655. Když si Zdeněk Matyášovský z Matyášovic při prodeji Krasonic roku 1650 ponechal pozemky zaniklých vsí Martinic (roku 1524 uváděné jako pusté), Budějoviček (roku 1481 pusté), Stojčic a Votvrně, postavil zde kolem roku 1655 zámeček a ves s názvem Zdeňkov. Ta vznikla jako samostatný statek. V roku 1729 je na Zdeňkově uváděn Kristián Jan Matheides ze Závětic, který se nedaleko Zdeňkova pokusil založit ves Závětice, ta však trvala jen do roku 1749. V polovině 18. století byl statek Zdeňkov spolu s Krasonicemi prodán Telči. Po rozdělení majetku Podstatských-Lichtenštejnů roku 1828 a zřízení samostatného panství Želetava se Zdeňkov stal součástí tohoto panství jako samostatně zapisovaný a zdaňovaný statek a sdílel jeho osudy až do roku 1849. Poté byl součástí želetavského velkostatku až do roku 1945.
Ve 2. polovině 19. a v 1. polovině 20. století se většina obyvatelstva obce živila zemědělstvím. V roku 1900 byla výměra hospodářské půdy obce 388 ha. Živnosti roku 1911: 1 hostinský. K roku 1924 se uvádí: velkostatek Želetava A. Attemsové, 1 krejčí, 1 trafikant, 14 hosp. rolníků. Obec byla elektrifikována připojením na síť ZME Brno roku 1930. JZD vzniklo v roce 1958 a roku 1962 bylo sloučeno do JZD Jindřichovice, čímž vzniklo JZD Budoucnost Jindřichovice. Nyní převládající zaměstnání: zemědělství, průmysl a služby.[kdy?] Po roce 1945 postaven kulturní dům a hasičská zbrojnice.

### Správní začlenění obce
Od roku 1850 do roku 1849 byl Zdeňkov součástí panství Želetava v Jihlavském kraji. V letech 1850 až 1855 podléhal politické pravomoci podkrajského úřadu v Dačicích a v soudní správě okresnímu soudu v Telči. Po zřízení smíšených okresních úřadů s politickou a soudní pravomocí byl v letech 1855 až 1868 podřízen okresnímu úřadu v Telči. Když byly roku 1868 veřejná správa a soudnictví opět odděleny, vrátil se pod politickou pravomoc okresního hejtmanství v Dačicích, od roku 1919 okresní správu politickou a od roku 1928 okresní úřad tamtéž a v soudnictví pod okresní soud v Telči.
Po osvobození v květnu 1945 náležel pod okresní národní výbor v Dačicích a okresní soud v Telči. Součástí správního okresu Dačice zůstal i po územní reorganizaci na přelomu let 1948 a 1949 a v jeho rámci spadal pod nově vzniklý Jihlavský kraj. Při další územní reorganizaci byl připojen pod správní okres Jihlava a Jihomoravský kraj až do zrušení okresního úřadu v Jihlavě koncem roku 2002. Od roku 1980 byl Zdeňkov připojen pod obec Nová Říše, od roku 1990 opět samostatná obec. Od roku 2003 spadá pod pověřený městský úřad v Telči v samosprávném Kraji Vysočina. V soudnictví náležela obec do poloviny roku 1960 pod Okresní soud v Dačicích, poté pod Okresní soud v Jihlavě.

## Přírodní poměry
Zdeňkov leží v okrese Jihlava v Kraji Vysočina. Nachází se 13 km východně od Telče.
Geomorfologicky je oblast součástí Křižanovské vrchoviny a jejího podcelku Brtnická vrchovina, v jejíž rámci spadá pod geomorfologický okrsek Markvartická pahorkatina. Průměrná nadmořská výška činí 634 metrů. Nejvyšší bod, Otvrň (637 m n. m.), stojí severozápadně od obce. Severním okrajem katastru prochází bezejmenný tok, který se mimo území Zdeňkova vlévá do Otvrňského potoka a leží na něm rybník. Severozápadní částí teče Otvrňský potok, západně od Zdeňkova pramení Prokopka, na níž jihozápadně leží rybník Prokop. Jižně od Zdeňkova pramení Zdeňkovský potok.

## Obyvatelstvo
Podle sčítání 1930 zde žilo v 37 domech 202 obyvatel. 200 obyvatel se hlásilo k československé národnosti. Žilo zde 201 římských katolíků a 1 evangelík.
| Rok            | 1869 | 1880 | 1890 | 1900 | 1910 | 1921 | 1930 | 1950 | 1961 | 1970 | 1980 | 1991 | 2001 | 2011 |
| Počet obyvatel | 233  | 220  | 209  | 216  | 212  | 221  | 202  | 141  | 140  | 121  | 98   | 71   | 78   | 50   |

## Obecní správa a politika
Obec má 7členné zastupitelstvo, v jehož čele stojí starosta Jiří Kacetl.
| Období    | Voliči | Účast v % | Mandáty | Starosta    |
| --------- | ------ | --------- | ------- | ----------- |
| 2002–2006 | 56     | 94,64     | 7       | Jiří Kacetl |
| 2006–2010 | 54     | 81,48     | 7       | Jiří Kacetl |
| 2010–2014 | 53     | 73,58     | 7       | Jiří Kacetl |
| 2014–2018 | 45     | 75,56     | 7       | Jiří Kacetl |

Zdeňkov je členem mikroregionů Telčsko a Sdružení pro likvidaci komunálního odpadu Borek a místní akční skupiny Mikroregionu Telčsko.

## Hospodářství a doprava
Obcí prochází silnice II. třídy č. 112 z Jindřichovic do Nové Říše. Dopravní obslužnost zajišťují dopravci ICOM transport a ČSAD Jindřichův Hradec. Autobusy jezdí ve směrech Dačice, Želetava, Budeč, Markvartice, Nová Říše, Třebíč, Studená, Telč, Jihlava. Obcí prochází cyklistické trasy č. 5092 z Krasonic do Rozseče a č. 5125 z Nové Říše do Jindřichovic.

## Školství, kultura a sport
Místní děti dojíždějí do základní školy v Nové Říši. Působí zde Sbor dobrovolných hasičů Zdeňkov.

## Pamětihodnosti
- Na konci obce směrem k Nové Říši pamětní kámen k úmrtí roku 1811
- V bývalém vrchnostenském dvoře pamětní deska připomínající založení obce a dvora
- Kaple Navštívení Panny Marie na návsi